# Poczajewskij Listok

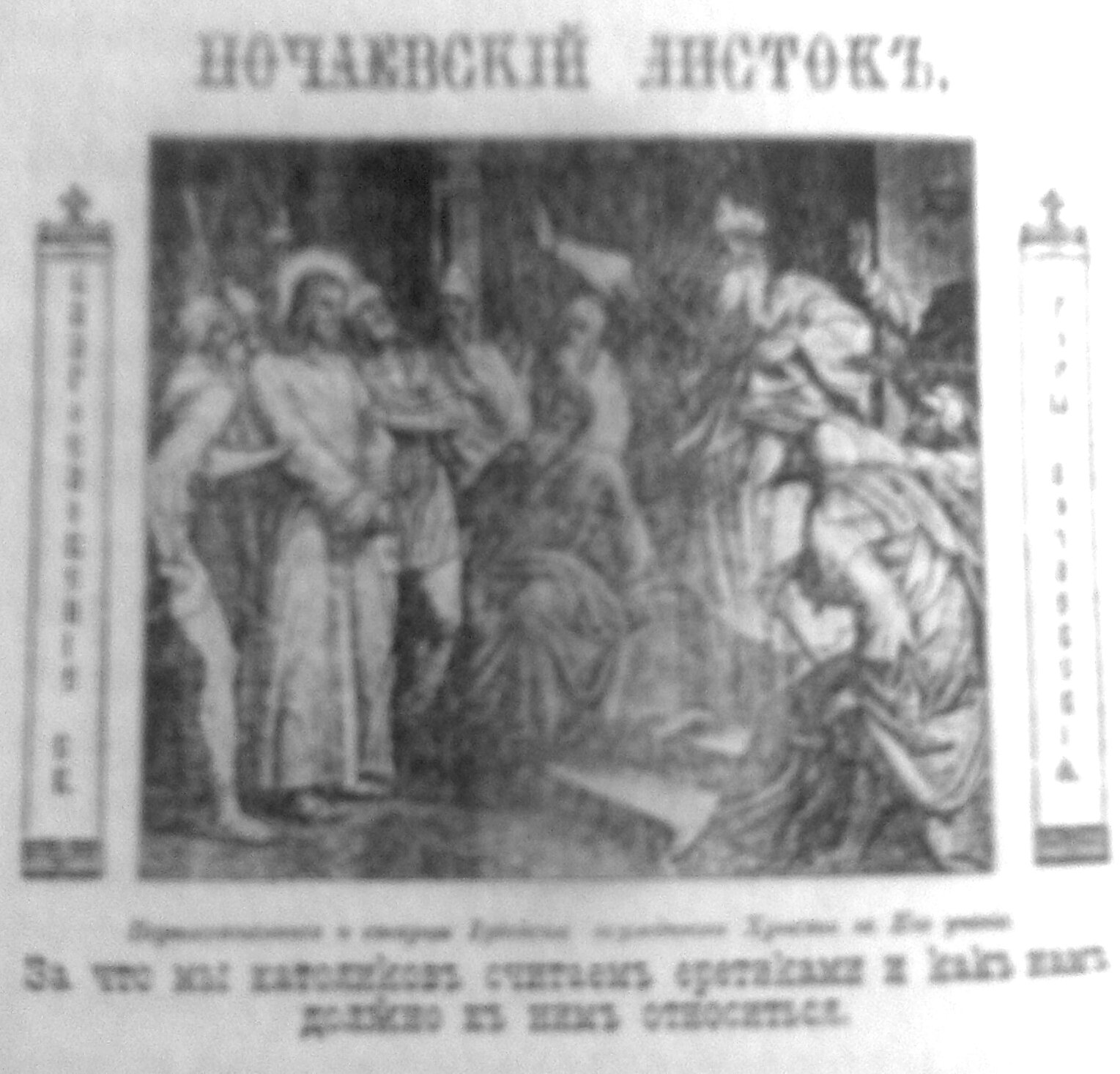
Okładka jednego z numerów pisma z 1905. Widoczna scena sądu nad Jezusem Chrystusem i napis w języku rosyjskim "Dlaczego uważamy katolików za heretyków i jak powinniśmy się do nich odnosić"

Poczajewskij Listok (ros. Почаeвский листок) – pismo o tematyce religijnej, a następnie także społecznej i politycznej publikowane od 1887 do rewolucji październikowej przez drukarnię Ławry Poczajowskiej.
Wydawany od 1887 tygodnik początkowo był pismem o tematyce stricte prawosławnej. Skierowany był do szerokiego grona odbiorców i w przystępnej formie tłumaczył treść czytań Pisma Świętego na dany tydzień, modlitw i obrzędów prawosławnych, przykazań Dekalogu oraz główne prawdy wiary prawosławnej. Pismo stanowczo potępiało katolicyzm i unię, jak również wszelkie wpływy zachodnie w prawosławiu oraz ludowe przesądy. Po rewolucji 1905 i wydaniu przez cara Mikołaja II ukazu tolerancyjnego pismo radykalnie zmieniło swoją wymowę. Redagowane przez działacza Czarnej Sotni, archimandrytę Witalisa, reprezentowało poglądy radykalnie nacjonalistyczne i konserwatywne.
Od 1991 Ławra Poczajowska wydaje ukraińskojęzyczne pismo Почаївський листок (Poczajiwśkyj łystok).